# Tuindorp Buiksloot
Tuindorp Buiksloot is een tuindorp in Amsterdam-Noord in de Nederlandse provincie Noord-Holland. Het is aangelegd tussen 1930 en 1932 op het grondgebied van de voormalige gemeente Buiksloot om de woningnood in Amsterdam te bestrijden. Het gebied dat Tuindorp Buiksloot beslaat, wordt omsloten door de Waddendijk in het noorden, het Meerpad in het oosten, de Nieuwendammerdijk in het zuiden en de Leeuwarderweg in het westen.
Centraal door de buurt loopt de Waddenweg. Door stadsdeel Noord wordt dit gebied aangeduid als buurtcombinatie N63. Het Volewijkspark maakte bij de aanleg deel uit van het tuindorp, als invulling van het groene ideaal van de ontwerpers. De nabijheid van het Vliegenbos hielp daar ook bij.

## Het ideaal van het tuindorp

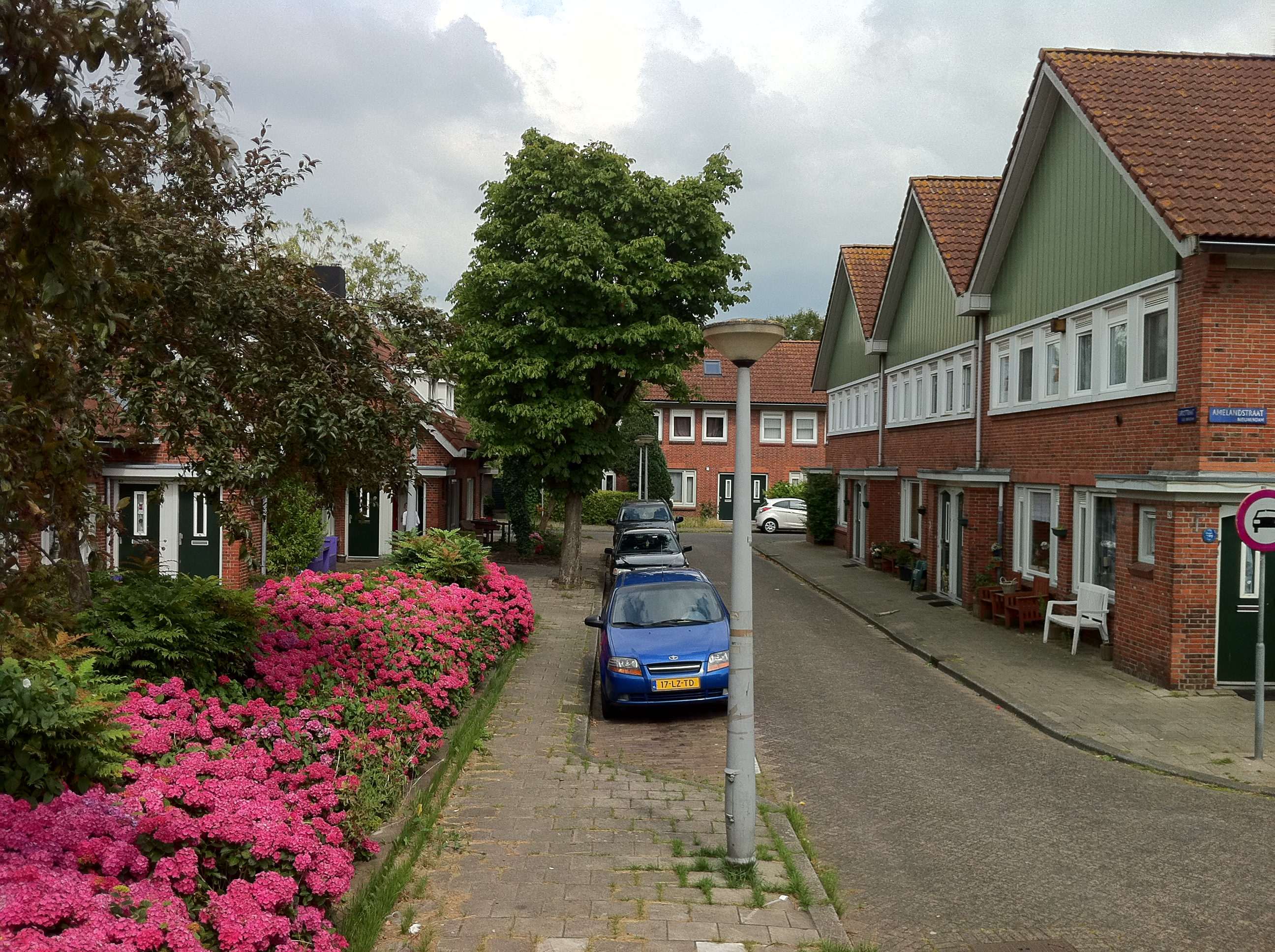
Zomer in Tuindorp Buiksloot.

Tuindorp Buiksloot was het laatste tuindorp dat tussen de Eerste en Tweede Wereldoorlog werd ontwikkeld in Amsterdam-Noord om een tegenwicht te bieden aan de verpauperde volksbuurten in de binnenstad. Bovendien wilde men de groeiende groep arbeiders van de nieuwe industrieën en scheepsbouw aan de noordoevers van het IJ dicht bij hun werk huisvesten, om te voorkomen dat een dure oeververbinding tussen de binnenstad en Amsterdam-Noord nodig zou worden.
De tuindorpen in de Watergraafsmeer, Buiksloot, de Buiksloterham, Nieuwendam en bij Oostzaan zijn te danken aan de vooruitstrevende wethouders Floor Wibaut en Monne de Miranda, en de dadendrang van de directeur van de Gemeentelijke Woningdienst Amsterdam, Arie Keppler. Zij hadden vergaande idealen voor een menswaardiger bestaan voor de arbeiders en hun gezinnen.

## Aanleg

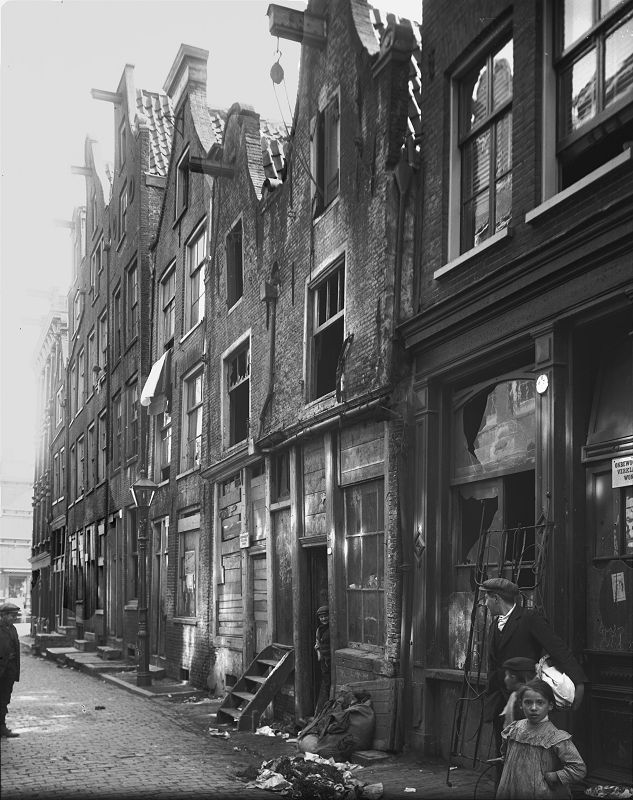
Krotten in de Amsterdamse Jodenbuurt anno 1925.

De aanleg en bouw van tuindorpen gebeurde onder regie van de gemeente Amsterdam, na de annexatie van de buurgemeenten Sloten, Buiksloot, Nieuwendam, Ransdorp, Watergraafsmeer en delen van Nieuwer-Amstel op 1 januari 1921. In deze periode heerste grote woningnood, terwijl tegelijkertijd op grote schaal woningen in de Amsterdamse binnenstad onbewoonbaar moesten worden verklaard, zoals op Uilenburg, Rapenburg en in de Jordaan.
Hiervoor werden plannen ontwikkeld voor vervangende volkswoningbouw, waarvoor in de bestaande stad geen ruimte was. Om niet te veel spanningen met de Gemeentelijke Woningdienst te veroorzaken, had de in 1928 opgerichte sector Stadsontwikkeling van de Dienst der Publieke Werken van de gemeente Amsterdam het stedenbouwkundig plan van Tuindorp Buiksloot overgelaten aan de Woningdienst.

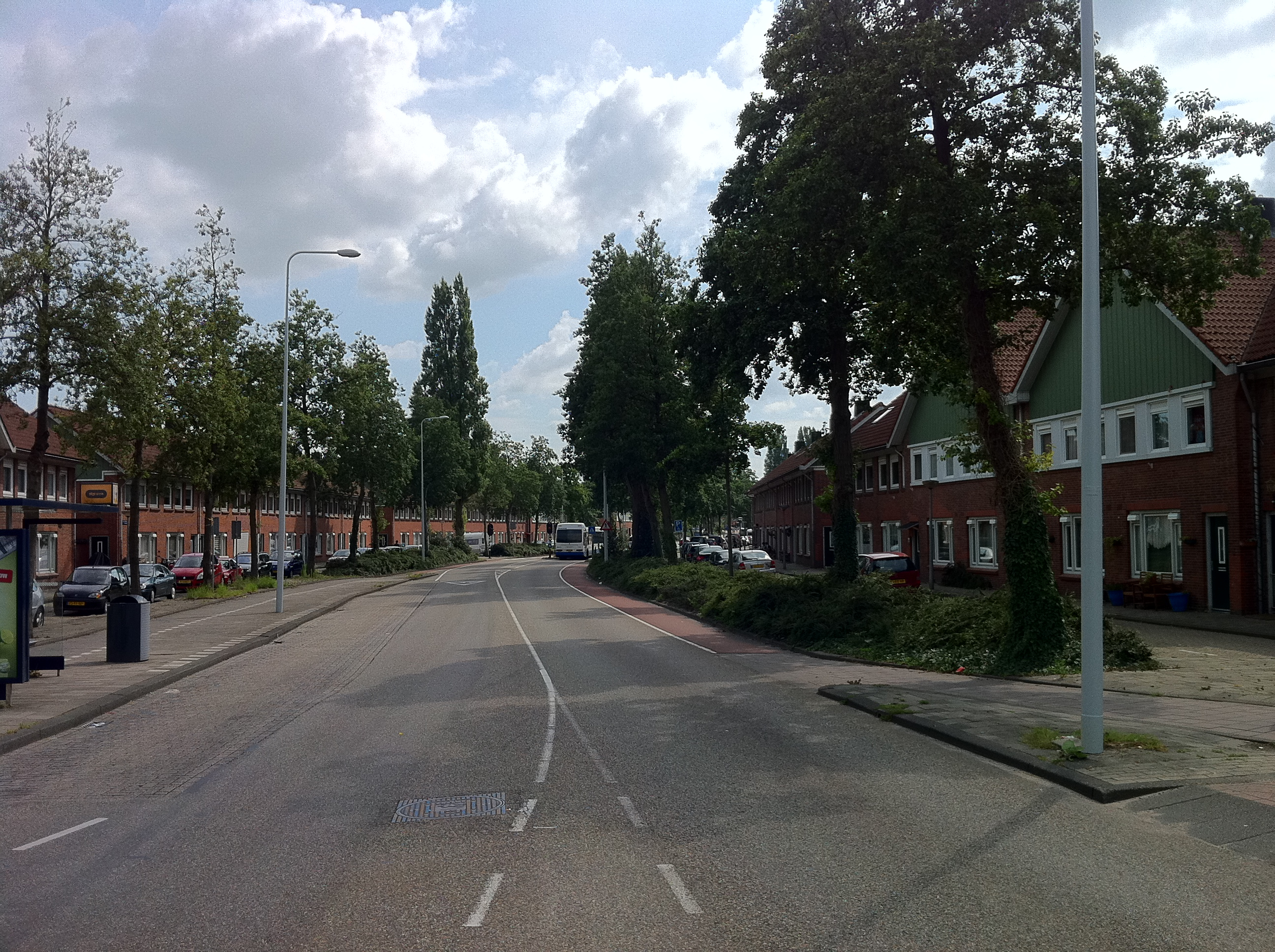
Waddenweg dwars door Tuindorp Buiksloot.

Tuindorp Buiksloot kreeg noord-zuid georiënteerde strokenbouw, waardoorheen de Waddenweg, toen nog het verlengde van de Adelaarsweg, was aangelegd. Twee parallelle straten aan weerszijden van deze weg ontsluiten het in tweeën gedeelde dorp. Men komt dan op een pleintje van waaruit men zich op zo'n helft kan oriënteren. De Waddenweg was namelijk vooral als doorgaande weg naar de Buikslotermeerpolder bedacht. Aan weerszijden van deze weg ligt een cul-de-sac, de enige signatuur van de tuinstad van Ebenezer Howard.

## Blauwe Zand
Het driehoekig terrein tussen de oude dorpen Buiksloot en Nieuwendam werd vroeger gebruikt als boerenland en door bedrijven zoals scheepswerf De Vries-Lentsch (voor de bouw van sloepen), twee zaagmolens en een vuurwerkfabriek (daarvoor kruitmolen). In 1930 werd begonnen met het opspuiten met zand (slib) dat blauw was van kleur. Zo werd het terrein bouwrijp gemaakt voor de bouw van 794 woningen, waarvan 10 winkelwoningen en 26 bejaardenwoningen. Alle woningen kregen minimaal een achtertuintje. De eerste paal ging op 8 september 1930 de grond in en de eerste bewoners kregen op 3 september 1931 de sleutel overhandigd. Tuindorp Buiksloot was gereed toen op 10 maart 1932 de laatste woning werd opgeleverd. In de volksmond werd het dorp 'Blauwe Zand' genoemd. De officiële instanties namen de naam over.

## Gemeentewoningen
Een belangrijke rol bij de bouw van de arbeiderswoningen in Amsterdam-Noord was weggelegd voor de woningbouwverenigingen. Maar de gemeente Amsterdam wilde zelf ook een vinger in de pap hebben bij de toewijzing van de nieuwe woningen, omdat er woonruimte nodig was voor de bewoners van krotwoningen in buurten in de binnenstad die de gemeente wilde saneren. Daarom nam de gemeente zelf ook een aanzienlijk deel van de bouwproductie voor haar rekening. Alle woningen en winkels in Tuindorp Buiksloot zouden worden verhuurd door de Gemeentelijke Woningdienst.

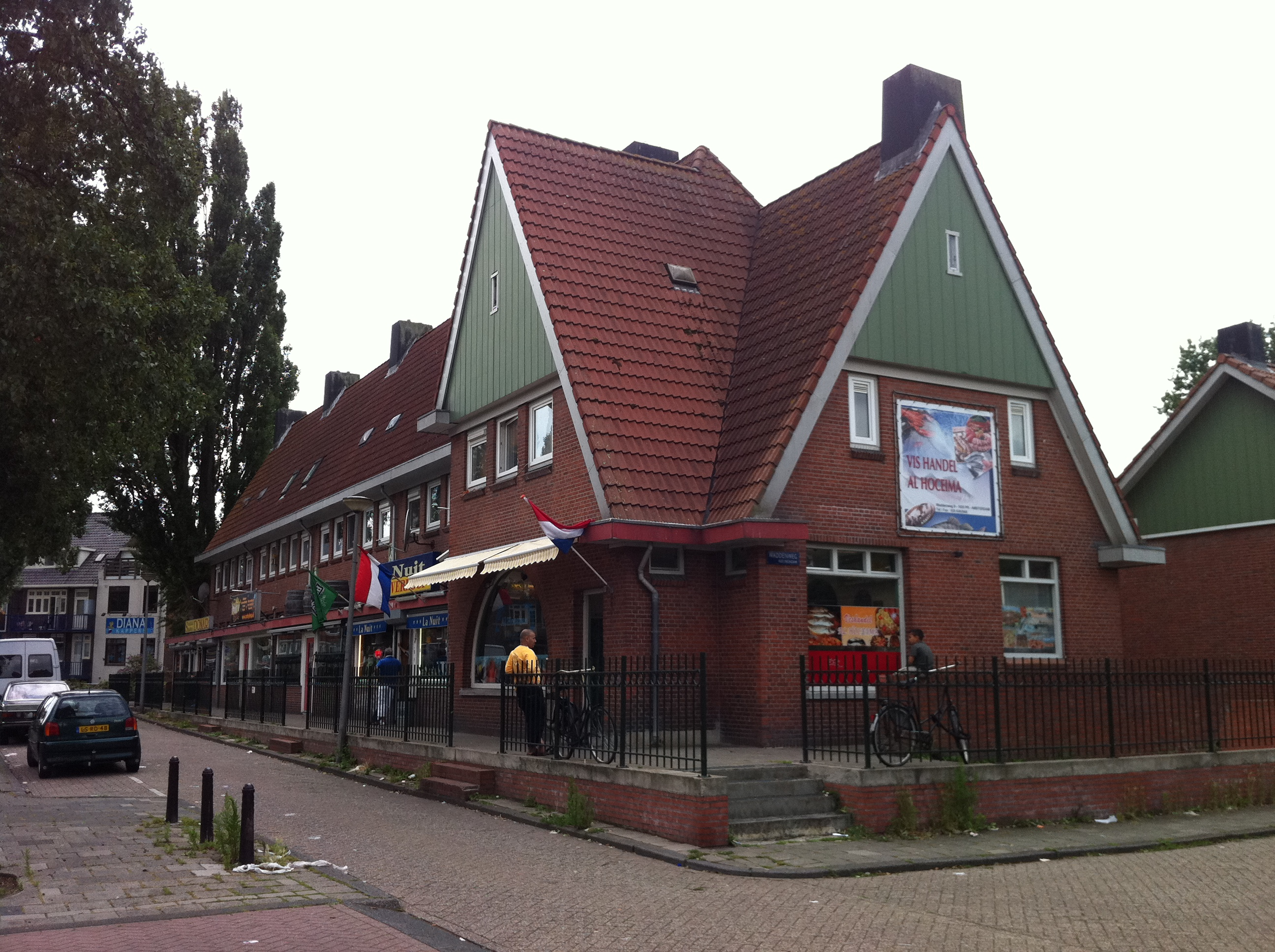
Winkels langs de Waddenweg
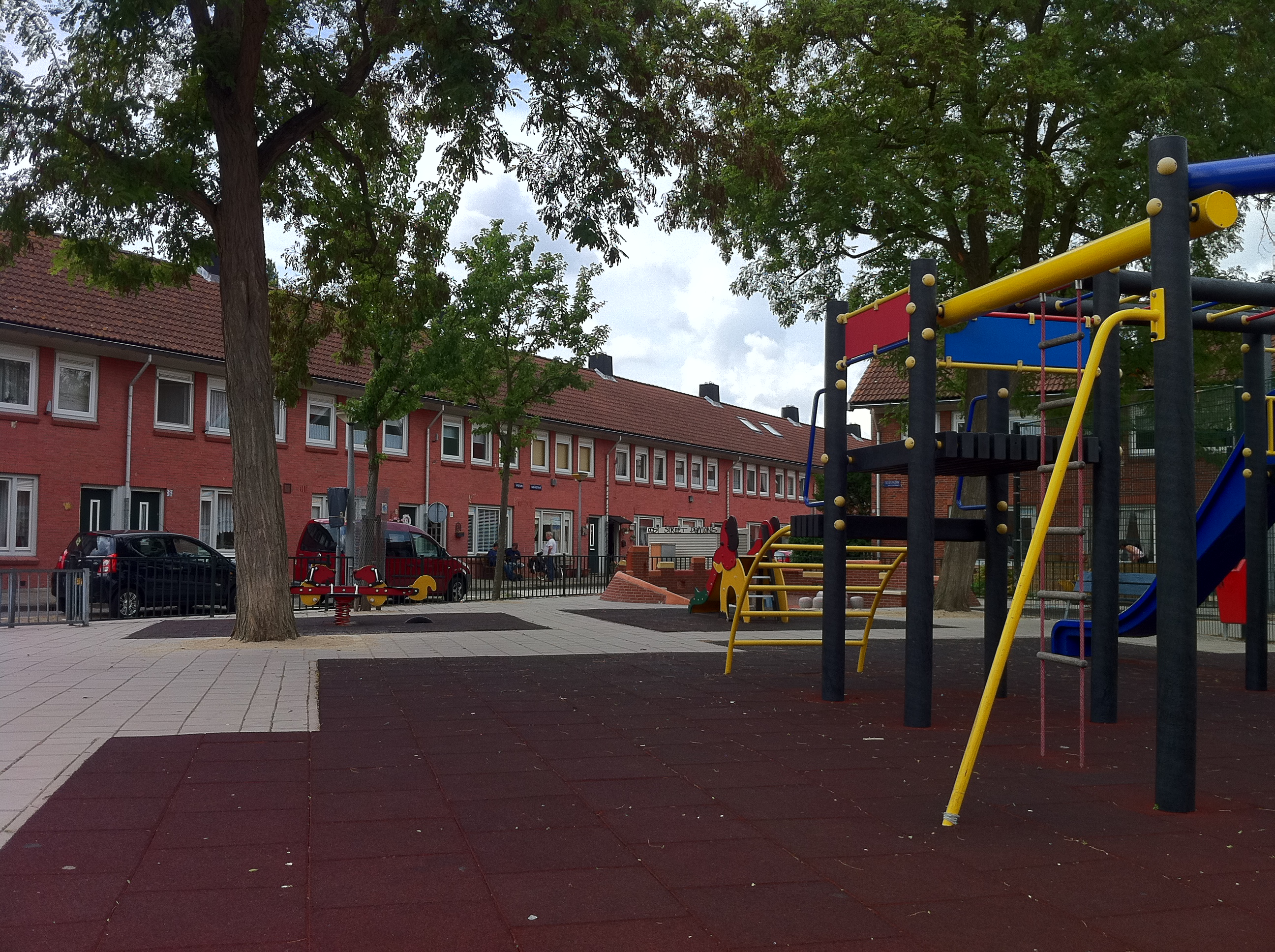
Speelplaats op het Texelplein
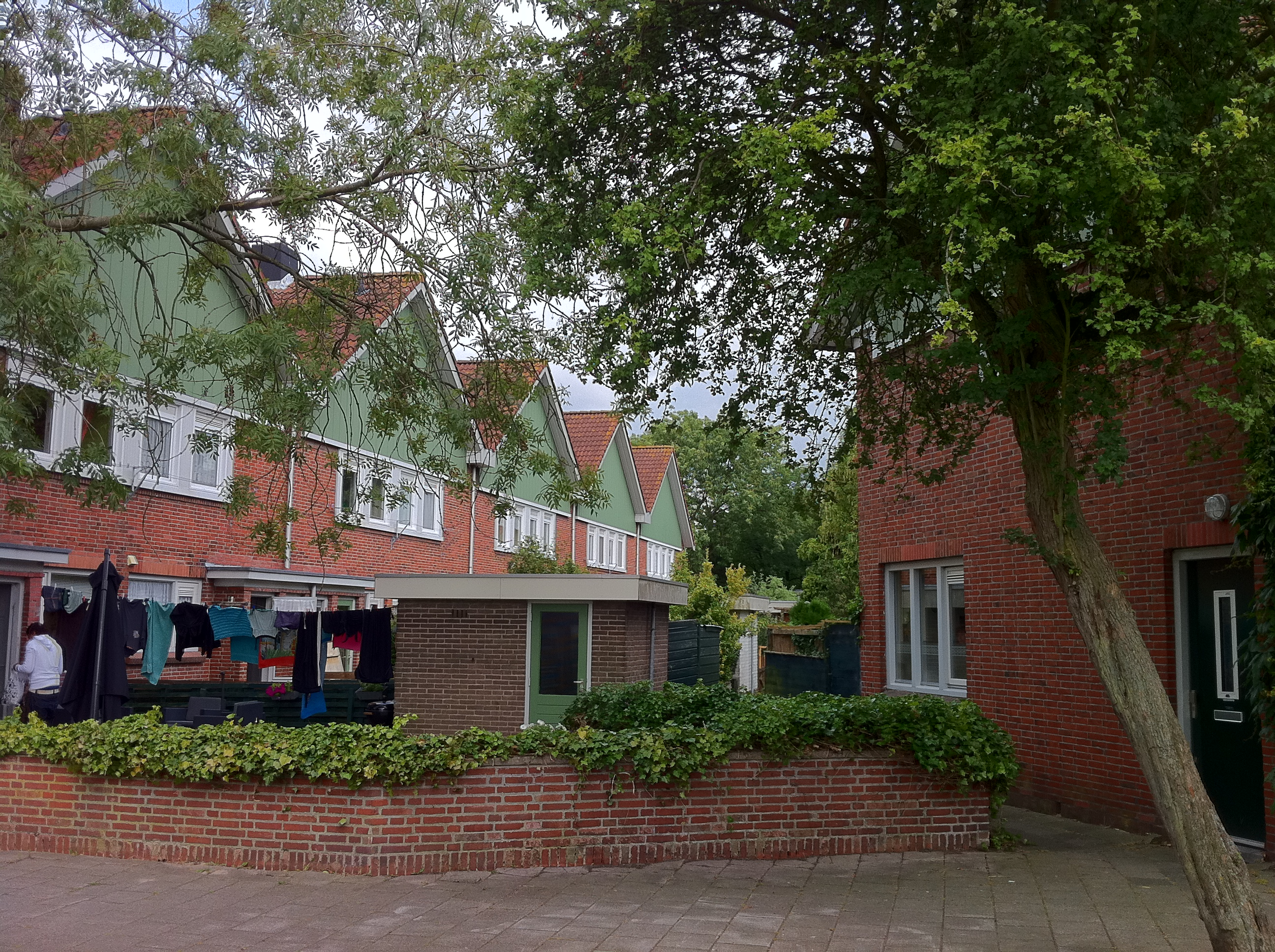
Elke eengezinswoning een achtertuintje

## Huur
De verhuur van de eerste woningen was begonnen in juni 1931. De huren lagen tussen de fl. 3,25 en de fl. 6,50 per week. Daarvoor had men een woonkamer, keuken en twee tot vijf slaapkamers. Toch hadden bijna alle eengezinswoningen een klein vloeroppervlak; bijna alle huizen waren kleiner dan 70 vierkante meter. De hoogte van de huur was afhankelijk van de hoogte van het inkomen. De woningen op de mooiste plekken, waartoe de Waddendijk en Waddenweg werden gerekend, waren duurder dan de huurhuizen die meer naar het midden waren gelegen. Van het Rijk kwam circa 70 cent subsidie per woning per week.

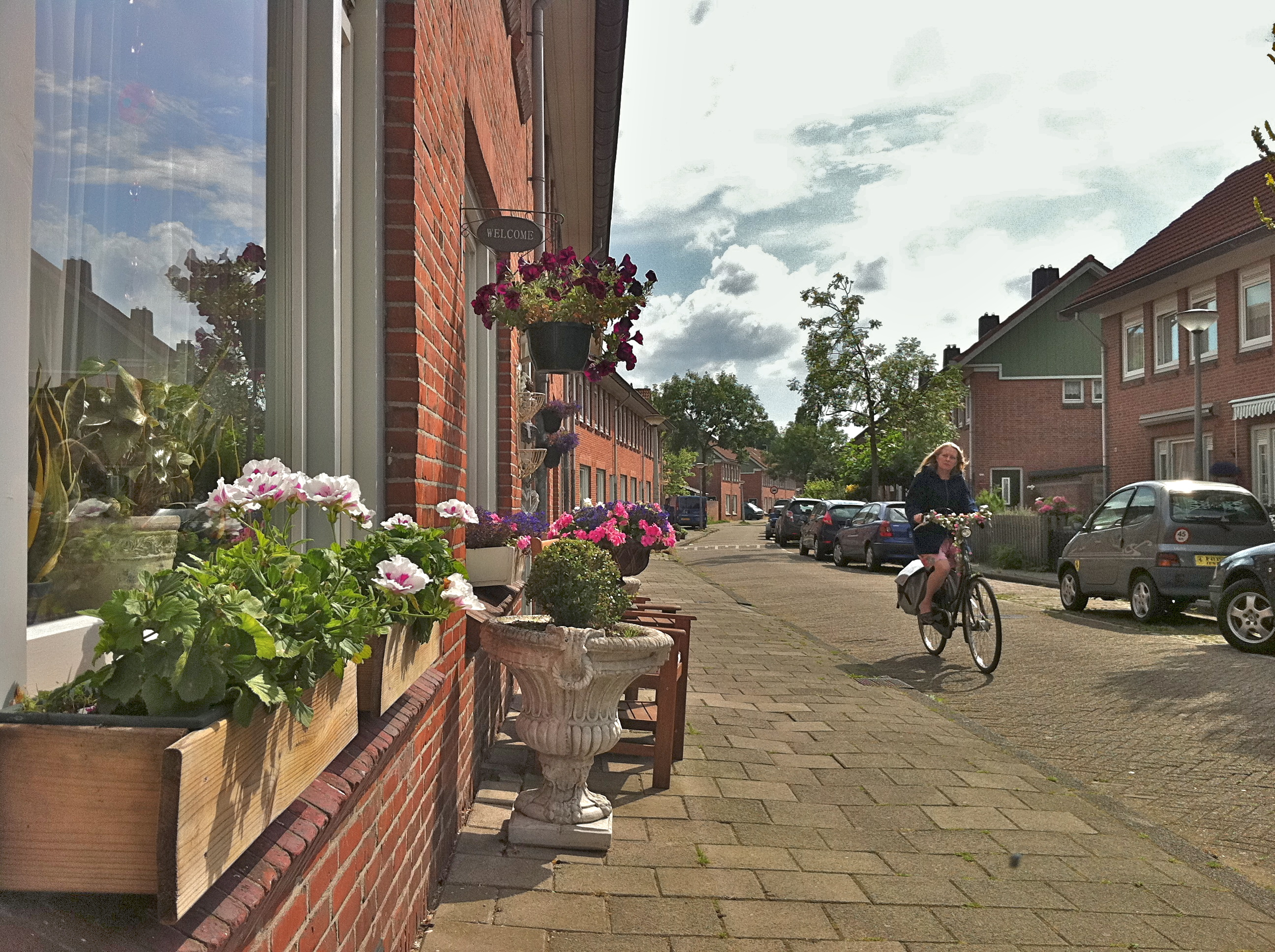
Kinderen kunnen veilig op straat spelen

Naar Tuindorp Buiksloot verhuisden vooral grote gezinnen uit de binnenstad van Amsterdam. Een groot deel kwam uit de Jordaan, waar veel krotten onbewoonbaar werden verklaard. Het nieuwe dorp telde ongeveer 4.000 inwoners en er heerste een gezellige sfeer. Men was behulpzaam naar elkaar en zeer solidair. Sommige Amsterdammers hadden wel wat tijd nodig om te wennen aan de rust en stilte, maar over het algemeen was men erg blij met de ruime en lichte huizen in straten waar de vele kinderen veilig buiten konden spelen.
Tuindorp Buiksloot kwam tot stand tijdens de grote economische depressie van de jaren dertig. Driekwart van de kostwinners was in die jaren werkloos en afhankelijk van de steun.

## Rood dorp

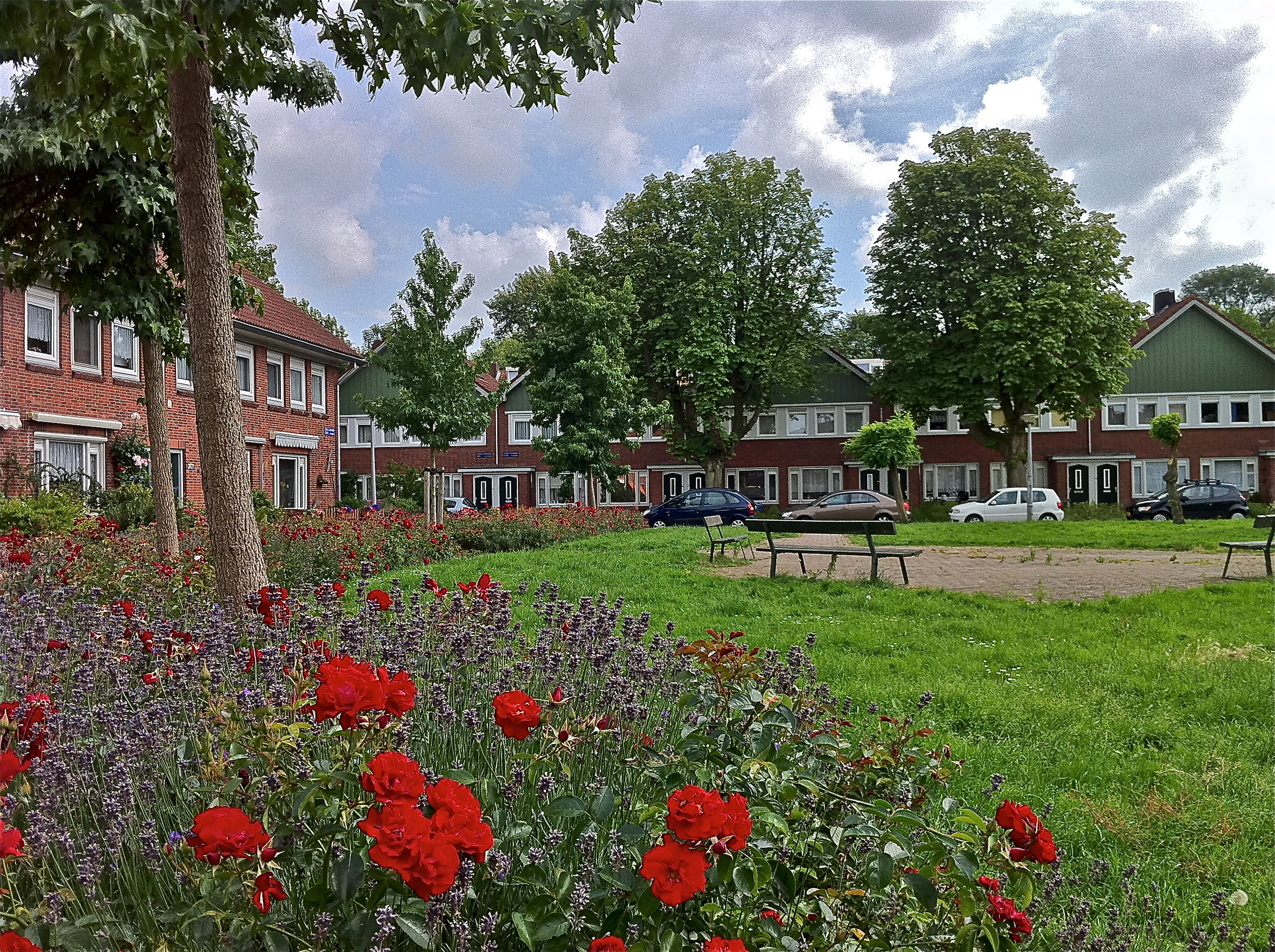
Hoekschewaardplein in een rood dorp.

Het 'Blauwe Zand' was een 'rood dorp'. Bij de verkiezingen van 1935 voor de gemeenteraad stemde 79% van de bewoners op de Communistische Partij Holland of de Sociaal-Democratische Arbeiderspartij. Samen trokken deze groepen ten strijde tegen de fascisten van de NSB, die fel werden gehaat. Dat moest ook wel, want vanaf 1935 trok elke zaterdag de knokploeg van de NSB uit de stad naar Tuindorp Buiksloot. De bewoners verzetten zich, maar de overheid zette de politie in om de NSB-colporteurs te beschermen. Dat leidde tot een discussie in de gemeenteraad (nov. 1935). Het escaleerde in 1937, toen NSB-partijleider Anton Mussert een partijlid in Tuindorp Buiksloot bezocht. Bij het verlaten van diens huis werd Mussert belaagd, er ontstond een schermutseling en Mussert vluchtte per auto de buurt uit. De rechtbank wees enkele tuindorpers als schuldigen aan en veroordeelde deze, terwijl Mussert volgens justitie weinig blaam trof.

## Van Blauwe Zand tot Tuindorp Buiksloot

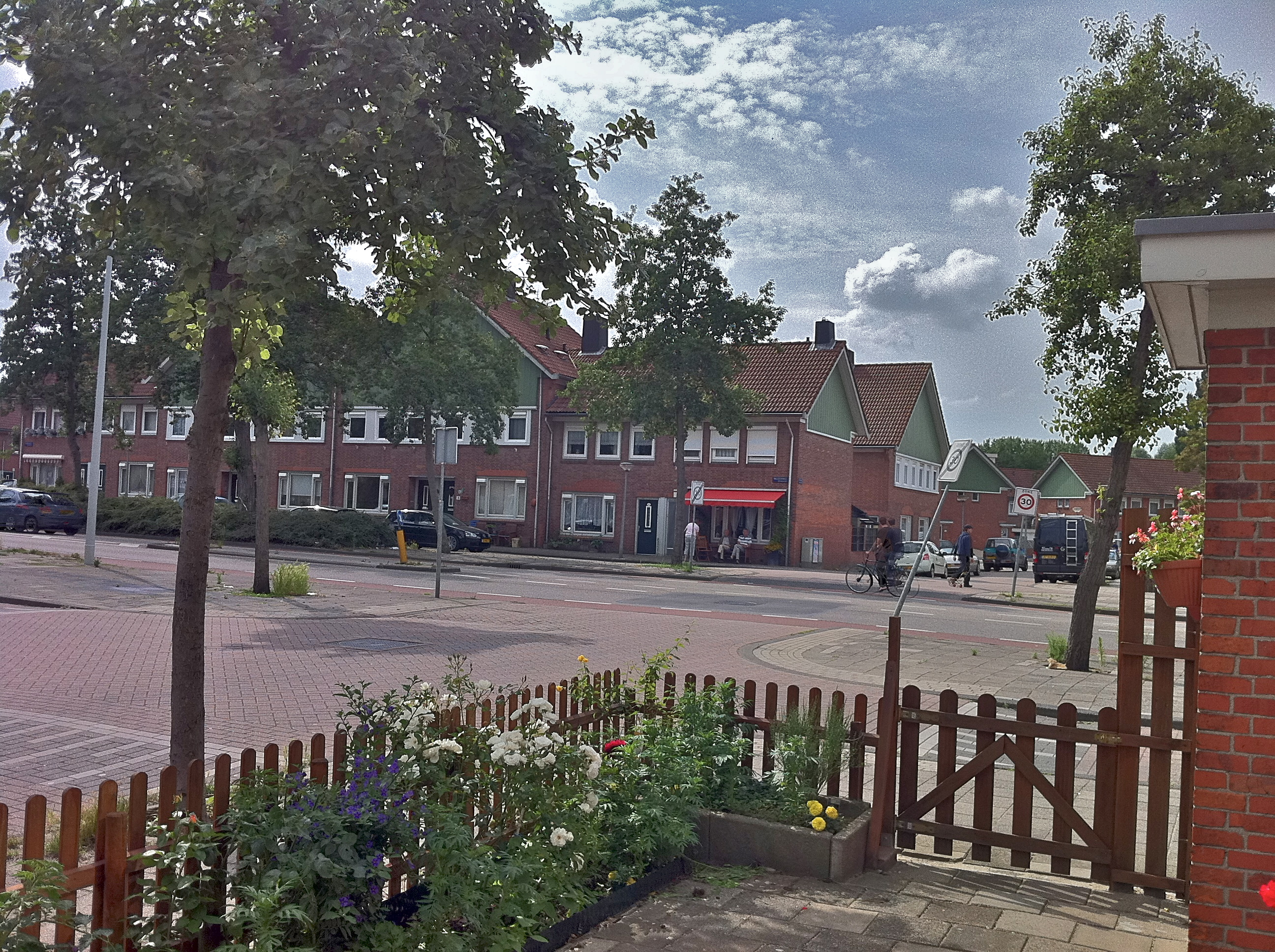
Strijdbare bewoners in Tuindorp Buiksloot.

De strijdbaarheid van de bewoners leidde tot meerdere incidenten, en langzamerhand kregen zij een roemruchte reputatie. Hoewel niet terecht, had een deel van de bewoners daar toch last van, bijvoorbeeld bij de zoektocht naar werk. In 1937 vroegen zij aan de Gemeentelijke Woningdienst (m.b.v. een grote handtekeningenactie) om in te grijpen tegen 'zodat de bewoners van provocateurs worden bevrijd en de rust terug komt'. De Woningdienst heeft in november 1937 besloten om de naam van het dorp te veranderen van Blauwe Zand naar Tuindorp Buiksloot.

## Gemeentewoningen nu van woningcorporatie
In 1965 werd de Gemeentelijke Woningdienst omgedoopt in Gemeentelijke Dienst Volkshuisvesting, waar de bouw en het beheer van de gemeentewoningen in handen kwam van het dienstonderdeel Gemeentelijk Woningbedrijf Amsterdam. Het Gemeentelijk Woningbedrijf werd in 1994 geprivatiseerd in de Stichting Het Woningbedrijf Amsterdam. Tussen 2004 en 2014 fuseerde deze stichting met woningcorporaties in Almere, Amsterdam, Alkmaar, Haarlem, Haarlemmermeer en Weesp tot de huidige Stichting Ymere, waardoor een van de grootste woningcorporaties van Nederland ontstond.

## Huur en koop
De wijk telt inmiddels 931 woningen, doordat er meer dan 100 woningen werden bijgebouwd in de jaren tachtig en negentig van de twintigste eeuw. De meeste woningen worden tegenwoordig nog steeds verhuurd als sociale-huurwoningen en soms als vrijesectorhuurwoningen door Ymere. Sinds het eerste decennium van de 21ste eeuw wordt een deel van de woningen in Tuindorp Buiksloot verkocht aan huurders en andere particulieren. Tegenwoordig wonen er minder mensen dan in de jaren dertig; in 2011 waren dit er nog geen 2.000. Er zijn relatief veel ouderen en weinig jongeren. De meeste bewoners zijn van autochtone herkomst. Het inwonertal is in de afgelopen tien jaar gedaald. Het aantal inwoners zal volgens prognoses verder afnemen tot rond de 1.700 in 2020 en 1.630 in 2030. Dit komt voornamelijk door vergrijzing van de bevolking in Tuindorp Buiksloot.
Op het gebied van werk en inkomen laat de wijk nog geen zorgeloos beeld zien. Het besteedbaar jaarinkomen is laag, desalniettemin groeien in de wijk relatief weinig kinderen op in een minimahuishouden. Er is ook weinig werkloosheid. Weinig jongeren in Tuindorp Buiksloot hebben een startkwalificatie, maar de Cito-score is wel bovengemiddeld. De netheid van de buurt en de tevredenheid ermee zijn lager dan gemiddeld in Noord.